# Одерауэ
Одерауэ (нем. Oderaue) — община в Германии, в земле Бранденбург.
Входит в состав района Меркиш-Одерланд. Подчиняется управлению Барним-Одербрух.  Население составляет 1706 человек (на 31 декабря 2010 года). Занимает площадь 65,07 км².
Коммуна подразделяется на 7 сельских округов.
| Год  | Население |
| ---- | --------- |
| 2005 | 1881      |
| 2010 | 1722      |